# بابرا شریف
بابرا شریف بازیگر پاکستانی متولد 10 دسامبر 1954  است که به خاطر نقش‌های سینمایی‌اش در دهه‌های هفتاد و هشتاد شناخته می‌شود. او فعالیت تلویزیونی خود را با تبلیغات تلویزیونی آغاز کرد. او با همه پهلوانان نامدار زمان خود از جمله شهید، ندیم، وحید مراد، غلام محی الدین، محمدعلی و سلطان راهی کار کرد. او در فیلم‌های اردو در پاکستان بسیار موفق بود و به‌عنوان یک هنرپیشه همه‌جانبه نشان داد. به گفته برخی منتقدان، او بهترین بازیگر زن پاکستانی زمان خود بود   . بابرا در بیش از 100 فیلم بازی کرد.